# خشخاش آبی هیمالیایی
خشخاش آبی هیمالیایی (نام علمی: Meconopsis betonicifolia)، گونه‌ای از گیاهان گلدار از خانواده Papaveraceae است. نخستین بار در سال ۱۹۱۲ توسط افسر بریتانیایی سرهنگ فردریک مارشمن بیلی به‌طور رسمی توصیف گونه برای علوم غربی نام‌گذاری شد.
خشخاش آبی هیمالیایی در اکثر مناطق بریتانیا مقاوم است و گل‌های آبی بزرگ و چشمگیری دارد. این گیاه علفی پایا و اغلب کوتاه‌مدت است.